# Reichsbahndirektion Magdeburg (1945)

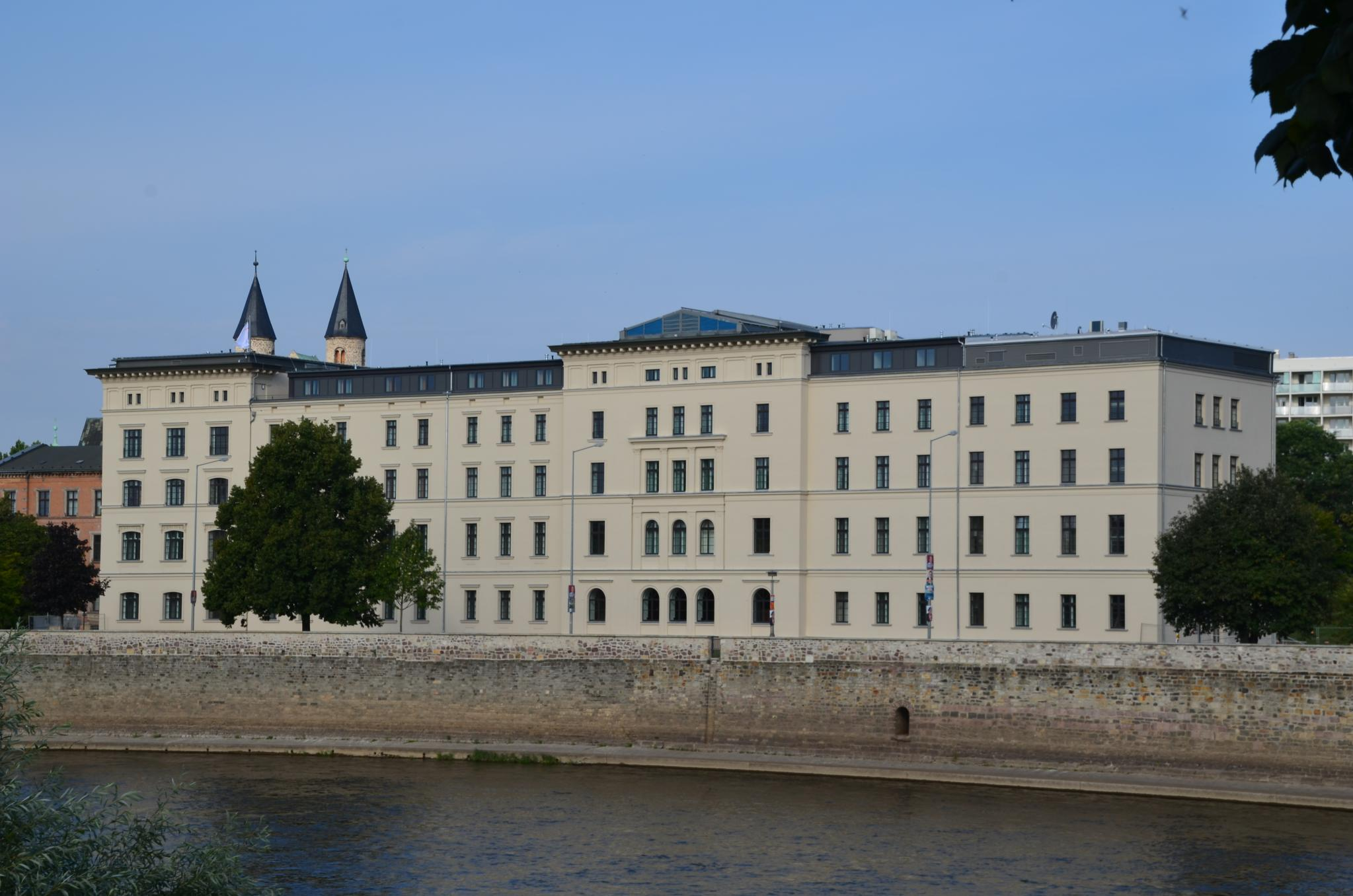
Ehemaliges Gebäude der Rbd Magdeburg am Elbufer

Die Reichsbahndirektion Magdeburg war ein von 1945 bis 1990 bestehender Verwaltungsbezirk der Deutschen Reichsbahn in der Sowjetischen Besatzungszone und der DDR.
Bis 1931 bestand in Magdeburg bereits eine Reichsbahndirektion Magdeburg der Deutschen Reichsbahn-Gesellschaft, deren Strecken dann an die Reichsbahndirektionen Halle, Altona, Berlin und Hannover übergingen. Auf Anweisung der sowjetischen Militärverwaltung wurde am 18. August 1945 eine neue Reichsbahndirektion Magdeburg errichtet. Sie wurde am 15. Oktober 1990 aufgelöst und als Direktionsbereich der Reichsbahndirektion Halle unterstellt.

## Überlieferung
Die Überlieferung der Reichsbahndirektion Magdeburg befindet sich in der Abteilung Dessau des Landesarchivs Sachsen-Anhalt. 